# نبرد لاندسهوت
نبرد لاندسهوت (انگلیسی: Battle of Landeshut) نبردی در زمان جنگ هفت ساله بود که در ۲۳ ژوئن ۱۷۶۰ میان پادشاهی پروس و امپراتوری هابسبورگ رخ داد. این نبرد در نهایت با پیروزی اتریشی‌ها به پایان رسید.